# 凱勒頓 (愛荷華州)
凱勒頓（英語：Kellerton）是一個位於美國愛荷華州靈戈爾德縣的城市。

## 地理
凱勒頓的座標為40°42′37″N 94°03′00″W / 40.71028°N 94.05000°W，而該地的平均海拔高度為366米（即1201英尺）。

## 人口
根據2010年美國人口普查的數據，凱勒頓的面積為1.74平方千米，當中陸地面積為1.71平方千米，而水域面積為0.03平方千米。當地共有人口315人，而人口密度為每平方千米181人。